# Гараев, Зулфат Ирекович
Зулфат Ирекович Гараев (род. 12 января 2000, Набережные Челны, Татарстан) — российский тяжелоатлет, бронзовый призёр чемпионата мира 2021 года, участник чемпионата Европы. Пятикратный чемпион России по тяжёлой атлетике (2018, 2020, 2021, 2022, 2024). Установил 12 рекордов России. 

## Биография
Зулфат Гараев родился 12 января 2000 года в Набережных Челнах.

## Карьера
Выступает за спортивную школу «Строитель» из Набережных Челнов.
На чемпионате мира среди молодёжи 2015 года Зулфат Гараев выступал в весовой категории до 50 килограммов и занял второе место. Он поднял в рывке 92 кг и в толчке 109 кг, а его суммы в 201 кг хватило для серебра. На молодёжном чемпионате мира Зулфат стал четвёртым в весовой категории до 56 килограммов, при этом он сумел поднять 216 кг в сумме двух упражнений.

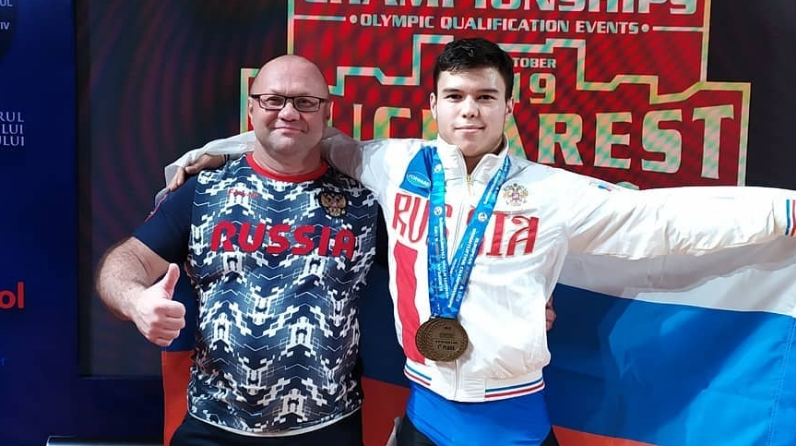
Зулфат со своим тренером Маратом Мадияровым

На чемпионате Европы среди молодёжи 2016 года Гараев перешёл в категорию до 62 килограммов и поднял в сумме 267 кг. Этот результат позволил стать ему вторым на континенте. В рывке Гараев зафиксировал 120 кг, в толчке - 147 кг. На чемпионате мира среди молодёжи он улучшил этот результат на 6 кг и его хватило, чтобы стать бронзовым призёром.
На чемпионате мира среди молодёжи 2017 года Гараев поднял 128 кг в рывке, но в толчке остался без зачётной попытки. В том же году выиграл чемпионат Европы среди молодёжи, подняв в сумме 269 кг (127 + 142).
На чемпионате Европы среди юниоров в октябре 2018 года Гараев стал вторым с результатом 290 кг.
На чемпионате мира среди юниоров 2019 года в июне Зулфат показал лучший результат в карьере, подняв в весовой категории до 67 килограммов 300 кг. Этот результат позволил ему выиграть бронзовую медаль. В том же году на юниорском чемпионате Европы он поднял ещё больше на 14 кг и стал чемпионом.
На чемпионате Европы 2021 года в Москве занял второе место в рывке. В сумме он стал четвёртым с результатом 314 кг, уступив один килограмм бронзовому призёру Валентину Генчеву из Болгарии.
На чемпионате Европы среди юниоров в октябре 2021 года Зулфат показал результат 314 кг в сумме в толчке и рывке, который позволил ему завоевать золотые награды и статус чемпиона Первенства Европы. Более того, в рывке Зульфат установил новый рекорд Европы - 144 кг.
В декабре 2021 года принял участие в чемпионате мира, который состоялся в Ташкенте. В весовой категории до 67 килограммов, Зулфат по сумме двух упражнений с весом 315 кг стал обладателем бронзовой медали. В упражнении рывок он завоевал малую золотую медаль.
В июле 2024 года на чемпионате России в Новосибирске в категории до 73 кг Зулфат стал чемпионом России с результатом 324 кг. 
В августе 2025 года на чемпионате России в Санкт-Петербурге в категории до 73 кг завоевал серебряную медаль с результатом 319 кг по сумме двоеборья. Чемпионство уступил Сергею Петрову. 